# Узел Конвея

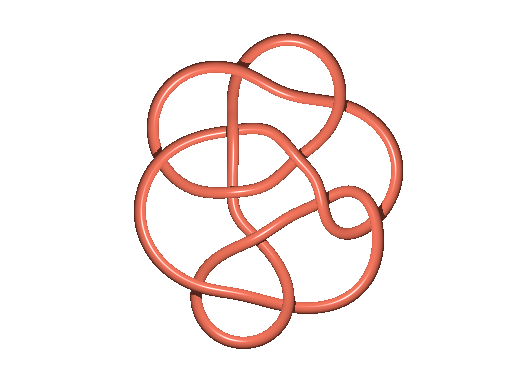
Узел Конвея

Узел Киношита — Терасака (11n42) и узел Конвея (11n34) связаны мутацией.

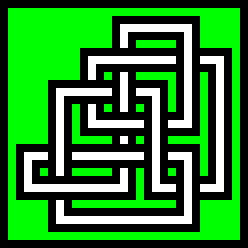
Простое прямоугольное изображение узла Конвея

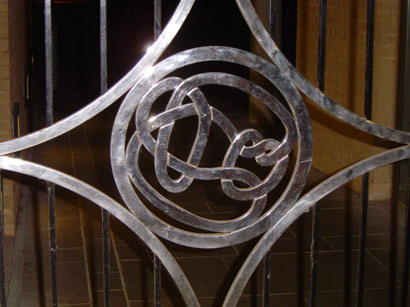
Узел Конвея на воротах Института Исаака Ньютона

Узел Конвея — определённый узел, примечательный тем, что некоторые вопросы теории узлов применительно к нему оказываются особенно сложными. Назван в честь британского математика Джона Хортона Конвея, который описал этот узел в 1970 году.
В таблицах Дейла Рольфсена и в атласе узлов он имеет номер K11n34.

## Свойства
Минимальное число пересечений узел Конвея равно 11.
Группа кос для узла Конвея:
{\displaystyle \sigma _{2}^{3}\sigma _{1}\sigma _{3}^{-1}\sigma _{2}^{-2}\sigma _{1}\sigma _{2}^{-1}\sigma _{1}\sigma _{3}^{-1}}.
Полином Джонса для узла Конвея равен 1:
{\displaystyle t^{-4}(-1+2t-2t^{2}+2t^{3}+t^{6}-2t^{7}+2t^{8}-2t^{9}+t^{10})}.
Гиперболический объём узла Конвея равен 11,2191.

### Сопадение полиномиальных инвариантов
Узел Конвея связан мутацией с узлом Киношиты — Терасаки и имеет с ним один и тот же многочлен Джонса, многочлен Александера и многочлен Конвея, причём последние два равны 1, как и у тривиального узла. Эта пара узлов — простейший (в смысле количества пересечений) пример такого рода.

### Вопрос принадлежности узла Конвея к срезанным
Узел Конвея — топологически срезанный, но не гладко срезанный.
Узел Конвея долгое время оставался единственным узлом с количеством пересечений не более 13, для которого было неизвестно, гладко срезанный ли он. Этот вопрос разрешила в 2020 году Лиза Пиччирилло, через 50 лет после того, как Джон Хортон Конвей впервые предложил узел.
В доказательстве она построила другой узел с тем же четырёхмерным следом; далее, воспользовавшись s-инвариантом Расмуссена, она показала, что этот новый узел (а значит и узел Конвея) не являются гладкими срезами..

## Узел Конвея в культуре и искусстве
- Узел Конвея изображен на воротах Института Исаака Ньютона[англ.] в Кембриджском университете[5].
- Узел Конвея представлен среди экспонатов передвижной художественной инсталляции Mathemalchemy[англ.][6].